# Soultrane
| Recensione                          | Giudizio |
| ----------------------------------- | -------- |
| AllMusic                            | [ 1 ]    |
| The Penguin Guide to Jazz           | [ 2 ]    |
| The Rolling Stone Jazz Record Guide | [ 3 ]    |

Soultrane è il quarto album discografico di John Coltrane, pubblicato nel 1958 dalla Prestige Records.

## Descrizione
Registrato poco tempo dopo il classico Blue Train, il disco era apparentemente uno dei preferiti dello stesso Coltrane (almeno così disse al giornalista svedese Carl-Erik Lindgren nel 1960). Prende il suo titolo da un brano contenuto in un album del 1956 di Tadd Dameron, Mating Call, a cui Coltrane aveva partecipato. Stranamente la canzone Soultrane non appare nel disco, e nessuna delle cinque tracce dell'album è stata scritta da Coltrane.
L'album è un esempio manifesto dello stile "Sheets of Sound" del Coltrane della fine degli anni cinquanta (il termine era stato coniato dal critico Ira Gitler proprio nelle note interne per questo disco). È presente anche una lunga rilettura dello standard I Want to Talk About You di Billy Eckstine, che Coltrane rivisiterà spesso durante il prosieguo della sua carriera, come per esempio nell'album Live at Birdland. Le altre tracce sono Good Bait di Tadd Dameron, Theme For Ernie di Fred Lacey, e You Say You Care che viene dal musical di Broadway opera di Jule Styne Gli uomini preferiscono le bionde. Sul disco, Coltrane è accompagnato dal Red Garland Trio - una versione modificata della sezione ritmica di Miles Davis nel periodo 1956-1957, con Art Taylor al posto di Philly Joe Jones alla batteria.
L'album si chiude con una breve versione di Russian Lullaby di Irving Berlin.
Il brano Theme For Ernie è stato inserito nella colonna sonora del film Hollywoodland (2005).

## Tracce
1. Good Bait – 12:08 (musica: William James Basie e Tadd Dameron)
2. I Want to Talk About You – 10:53 (musica: Billy Eckstine)
3. You Say You Care – 6:16 (musica: Jule Styne e Leo Robin)
4. Theme for Ernie – 4:57 (musica: Fred Lacey)
5. Russian Lullaby – 5:33 (musica: Irving Berlin)

## Musicisti
- John Coltrane - sax tenore
- Paul Chambers - contrabbasso
- Red Garland - pianoforte
- Art Taylor - batteria